# Juvanzé
Juvanzé è un comune francese di 33 abitanti situato nel dipartimento dell'Aube nella regione del Grand Est.

## Società

### Evoluzione demografica
Abitanti censiti